# Aftandil Ksantopulos
Aftandil Ksantopulos (gr. Αφταντίλ Ξανθόπουλος; ur. 16 listopada 1971) – grecki zapaśnik walczący w stylu wolnym. Olimpijczyk z Sydney 2000, gdzie zajął piąte miejsce w kategorii 97 kg.
Pięciokrotny uczestnik mistrzostw świata; czwarty w 1999 i 2002. Brązowy medalista na mistrzostwach Europy w 1998. Triumfator igrzysk śródziemnomorskich w 1997 i 2001 i trzeci w 2005. Trzeci na MŚ wojskowych w 2002 roku.
- Turniej w Sydney 2000

Pokonał Victora Kodei z Nigerii, Holendra Gię Torchinavę i zawodnika Iranu Ali Rezę Hejdariego a przegrał z Rosjaninem Sagidem Murtazalijewem.